# Pingelly (ort)
Pingelly är en ort i Australien. Den ligger i kommunen Pingelly och delstaten Western Australia, omkring 130 kilometer sydost om delstatshuvudstaden Perth. Antalet invånare är 992.
Trakten runt Pingelly är nära nog obefolkad, med mindre än två invånare per kvadratkilometer.. Pingelly är det största samhället i trakten.
Trakten runt Pingelly består till största delen av jordbruksmark. Genomsnittlig årsnederbörd är 502 millimeter. Den regnigaste månaden är september, med i genomsnitt 86 mm nederbörd, och den torraste är februari, med 9 mm nederbörd.